# 明日は明日の風が吹く
「明日は明日の風が吹く」（あしたはあしたのかぜがふく）は日本の歌手・内田有紀の楽曲・2枚目のシングル。
1995年4月5日発売。発売元はキングレコード。カルピス「カルピスウォーター」CMソング。

## 収録曲
全作曲：筒美京平／全編曲：大村雅朗
1. 明日は明日の風が吹く(4:11)
作詞：岩切修子
2. 「ありがとう」(4:21)
作詞：八反田リコ
3. 明日は明日の風が吹く（カラオケ）(4:11)

## 収録アルバム
- 『Present』（#1）
- 『内田有紀 パーフェクト・ベスト』（#1、2）
- 『筒美京平 GOLDEN HITSTORY~WAKU WAKUさせて~』（#1）